# Mareanivka, Novoukraiinka
Mareanivka (în ucraineană Мар`янівка) este un sat în comuna Glodosu din raionul Novoukraiinka, regiunea Kirovohrad, Ucraina.

## Demografie
Componența lingvistică a localității Mareanivka
     Ucraineană (90,91%)
     Română (5,19%)
     Rusă (2,6%)
Conform recensământului din 2001, majoritatea populației localității Mareanivka era vorbitoare de ucraineană (90,91%), existând în minoritate și vorbitori de română (5,19%) și rusă (2,6%).